# Agrilus subauratus
Agrilus subauratus es una especie de insecto del género Agrilus, familia Buprestidae, orden Coleoptera.
Fue descrita científicamente por Gebler, 1833.